# بریج واتر، استرالیای جنوبی
بریج واتر (به انگلیسی: Bridgewater) یک شهرک در استرالیا است که در استرالیای جنوبی واقع شده‌است.